# Anourosorex yamashinai
Anourosorex yamashinai är en däggdjursart som beskrevs av Kuroda 1935. Anourosorex yamashinai ingår i släktet Anourosorex och familjen näbbmöss. IUCN kategoriserar arten globalt som livskraftig. Inga underarter finns listade.
Denna näbbmus förekommer endemisk på Taiwan. Arten vistas i kulliga områden och bergstrakter upp till 3000 meter över havet. Habitatet utgörs av olika slags skogar och av bergsängar. Anourosorex yamashinai uppsöker även jordbruksmark.
Arten blir 50 till 98 mm lång (huvud och bål), har en 7 till 13 mm lång svans och 13 till 16 mm långa bakfötter. Yttre öron saknas. Annars har arten samma utseende som Anourosorex squamipes.